# Cárcel de Sierra Chica
La Cárcel de Sierra Chica, cuyo nombre oficial es Unidad Penal N° 2, es un establecimiento penitenciario de máxima seguridad ubicado en Sierra Chica, Olavarría, en la zona centro de la provincia de Buenos Aires, Argentina. Es una de las cárceles más antiguas del país, ya que fue inaugurada el 4 de marzo de 1882, a tan solo poco más de catorce años de haber sido fundada Olavarría. La localidad tiene una población estimada de cinco mil habitantes y se encuentra a ocho kilómetros de la ciudad cabecera del municipio, Olavarría. En esta cárcel se inició el 30 de marzo de 1996 un sangriento motín que se prolongó ocho días y ocasionó ocho muertos.

## Descripción
El establecimiento está ubicado a 12 kilómetros de Olavarría y a 350 kilómetros al sudoeste de la ciudad de Buenos Aires y aloja a unos 3000 presos distribuidos en tres unidades: N° 2, N° 38 (régimen semiabierto) y N° 27 (régimen semiabierto y abierto). El penal 2, de máxima seguridad, data de 1882, tiene forma de panóptico y posee 12 pabellones, con capacidad para 260 presos cada uno, y otros 4 que alojan hasta 110 internos.
En 1881 se creó la Penitenciaría de Sierra Chica en la cantera del cerro granítico del mismo nombre, de propiedad del Estado. El primer recluso -amigo de Juan Moreira- anotado en sus registros fue Julián Andrada, argentino, casado, 25 años, analfabeto, encausado por homicidio. En la cárcel de Mercedes había organizado un motín y fuga, con uso de pólvora para derribar un muro.
Al comienzo eran dos edificios rodeados por un muro de 3 metros de altura, en 1907 se construyeron 6 pabellones de unos 150 metros en forma de rayos confluentes en un cuerpo circular, luego el muro se elevó hasta los 5 metros y actualmente es de 7 metros de alto y un espesor en su parte alta de un metro de ancho, donde custodian los centinelas. Inicialmente el personal del penal era un cuerpo militarizado y su director ostentaba grado militar y, más adelante, pasaron a depender de la Policía de la Provincia de Buenos Aires. Actualmente unos 440 oficiales y suboficiales forman la dotación estable del penal.
Los presos de peor conducta son un 13 por ciento del total y se encuentran en el pabellón de máxima seguridad. Las celdas son de 3,75 metros de largo por 1,80 de ancho y 3,60 de alto, la ocupan dos internos y tienen un inodoro. Cortinas colocadas detrás de cada puerta de rejas dan un poco de intimidad a los presos. En otros pabellones las celdas conservan las viejas puertas de madera con una pequeña ventanita que sirve como pasaplatos. 
Al pabellón 12, de aislamiento, van hasta un lapso máximo de 15 días los presos sancionados por cometer alguna falta.
El sector intramuros ocupa unas 9 hectáreas dentro de un predio mucho mayor en el que también está la cantera en la que antes trabajaban los presos. En la panadería trabajan 2 turnos de internos que amasan media tonelada de harina diaria con la que abastecen de pan, grisines, facturas y galletas a la gente de la cárcel, y también a algunas escuelas de la pequeña población de Sierra Chica. Hay además una carpintería, un apiario, taller de tapicería, granja y horno de ladrillo, y en el sector de canteras están la fábrica bloquera, herrería y cantera. En las instalaciones destinadas al efecto se brinda educación a los presos en todos los niveles, desde primario a universitario.

## En el cine
El director Julio Irigoyen realizó en 1929 el documental sin sonido Sierra Chica, con imágenes de la cárcel y de la vida de los internos. Años después Irigoyen las recicló para los filmes sonoros Sierra Chica (1938) y Su íntimo secreto (1948).
En 2014 el director Jaime L. Lozano estrenó la película Motín en Sierra Chica, relatando los hechos que sucedieron en el motín ocurrido en las Pascuas del año 1996, y en 2019 se estrenó La visita, una película documental dirigida por Jorge Leandro Colás sobre las mujeres que viajan hasta el penal a visitar a los presos.